# Cementiri de Vilanova i la Geltrú
El Cementiri de Vilanova i la Geltrú és un cementiri catalogat com a monument que es troba al municipi de Vilanova i la Geltrú (Garraf) i està protegit com a bé cultural d'interès local.

## Descripció
Està situat a l'entrada de la ciutat, al costat de la carretera. És un recinte tancat, de planta rectangular, format per diversos elements: un cos d'accés amb portes centrades d'arc de mig punt i dependències als costats; una capella neoromànica situada a la part central i diversos monuments funeraris, panteons i nínxols, als quals es pot arribar per diversos passeigs i zones enjardinades. Hi ha elements remarcables, com els monuments de la família Ortoll Junqué, realitzat per Domènech i Estapà, el de Víctor Balaguer. A més, hi ha sebollits:
- el poeta Manuel de Cabanyes, al panteó de la família Marquès i de Cabanyes.
- el pintor Joaquim Mir.
- el polític i empresari Francesc Gumà i Ferran, al panteó familiar.
- el ballarí i coreògraf Joan Magriñà i Sanromà.

## Història
La construcció del cementiri s'inicià l'any 1817. Entre els anys 1819 i 1840 es construí la primera capella.
Del 1855 data l'edifici d'entrada per a serveis del cementiri. El 1874 es va construir una nova capella, projectada per Josep Simó i Fontcuberta, en substitució de l'anterior, enrunada. El 1879 l'enginyer Francesc Lluch i Rafecas va dirigir la construcció dels nínxols i panteons.
El portal d'accés, de Bonaventura Pollés i Vivó, és de 1913. El recinte neutre per a no catòlics és també d'aquest arquitecte. Entre els anys 1961 i 1975 es construïren nous nínxols i els sanitaris públics. L'any 1982 es feu una nova ampliació.